# Katakura Kagesada
Katakura Kagesada est un nom japonais traditionnel ; le nom de famille (ou le nom d'école), Katakura, précède donc le prénom (ou le nom d'artiste).
Katakura Kagesada (片倉景貞, 1775-1840) est un samouraï de l'époque d'Edo du Japon. Important obligé du domaine de Sendai, Kagesada est le 10e Katakura kojūrō.

## Source
- (en) Cet article est partiellement ou en totalité issu de l’article de Wikipédia en anglais intitulé « Katakura Kagesada » (voir la liste des auteurs).